# Ștefan Bârlea
Ștefan Bârlea (n. 24 ianuarie 1934 – d. 2014), a fost un demnitar comunist român, membru al Partidului Comunist Român din 1955. Ștefan Bârlea a fost deputat în Marea Adunare Națională în sesiunile 1965 - 1969, 1969 - 1975 și 1985 - 1989. Ștefan Bârlea a fost profesor la Institutul Politehnic București.

## Studii
- Liceul „Gheorghe Lazăr“ din București (1951);
- Facultatea de Inginerie Economică la Institutul Politehnic București (1951–1956); doctorat.

## Distincții
- Medalia Muncii (14 iunie 1957) „cu prilejul sărbătoririi zilei de 1 iunie «Ziua internațională a copilului», pentru merite deosebite în muncă”[3]
- Ordinul Muncii clasa a II-a (30 aprilie 1962) „pentru merite în munca de educare și mobilizare a tineretului la construcția socialismului”[4]
- Ordinul „Tudor Vladimirescu” clasa a IV-a (30 aprilie 1966) „cu prilejul celei de-a 45-a aniversări de la înființarea Partidului Partidului Comunist din România, pentru merite deosebite în opera de construire a socialismului”[5]
- Ordinul „Meritul Științific” clasa a II-a (26 septembrie 1966) „pentru merite deosebite în activitatea științifică, cu prilejul Centenarului Academiei Republicii Socialiste România”[6]
- Ordinul „23 August” clasa a IV-a (4 mai 1971) „cu prilejul aniversării a 50 de ani de la constituirea Partidului Comunist Român, [...] pentru merite deosebite în opera de construire a socialismului”[7]
- Ordinul „Tudor Vladimirescu” clasa a II-a (7 mai 1981) „pentru rezultatele obținute în îndeplinirea cincinalului 1976–1980, pentru contribuția deosebită adusă la înfăptuirea politicii Partidului Comunist Român de făurire a societății socialiste multilateral dezvoltate în patria noastră, cu prilejul aniversării a 60 de ani de la făurirea Partidului Comunist Român”[8]
- Ordinul Muncii clasa I (20 august 1984) „pentru contribuția deosebită adusă la înfăptuirea politicii Partidului Comunist Român de făurire a societății socialiste multilateral dezvoltate în patria noastră, cu prilejul celei de-a 40-a aniversări a revoluției de eliberare socială și națională, antifascistă și antiimperialistă”[9]
- Medalia comemorativă „A 40-a aniversare a revoluției de eliberare socială și națională, antifascistă și antiimperialistă” (20 august 1984) „pentru contribuția deosebită adusă la înfăptuirea politicii Partidului Comunist Român de făurire a societății socialiste multilateral dezvoltate în patria noastră, cu prilejul celei de-a 40-a aniversări a revoluției de eliberare socială și națională, antifascistă și antiimperialistă”[10]

## Lucrări
- Contribuții la studiul capacităților de producție în industria constructoare de mașini, lucrare distinsă cu premiul II pe țară;
- Inițiere în cibernetica sistemelor industriale, (colaborator), Editura Tehnică, București, 1975;
- Capacitatea de producție în construcția de mașini, metode de calcul, (prefață), Editura Tehnică, București, 1972